# Bernard Roland-Gosselin
Pour les articles homonymes, voir Roland-Gosselin (homonymie), Roland (homonymie) et Gosselin.
Pour les autres membres de la famille, voir Famille Roland-Gosselin.
L'abbé Bernard Roland-Gosselin (1886-1962) est un prêtre catholique français et philosophe, spécialiste du thomisme ; il fut professeur à l'institut catholique de Paris.

## Biographie
Bernard Roland-Gosselin est le neveu de Benjamin-Octave Roland-Gosselin, évêque de Versailles et le petit-fils de Louis Roland-Gosselin. Il est né à Paris 8e le 28 mai 1886 au domicile de ses parents. Ordonné prêtre pour le diocèse de Paris en 1913, il sera d'abord aumônier du 12e régiment de dragons avant d'être nommé chanoine honoraire de la cathédrale Notre-Dame de Paris. Il soutient une thèse pour le doctorat en philosophie le 29 octobre 1920. 
L’Académie française lui décerne le prix Jules-Janin en 1938 pour La morale chrétienne, de saint Augustin.
Il occupera de 1920 à 1956, une chaire de professeur à l'institut catholique de Paris portant sur un domaine très large : le droit naturel, la morale, la sociologie et l'histoire de la philosophie. Il écrira à cette époque Prières et méditations bibliques, un ouvrage sur saint Augustin. Bernard Roland-Gosselin est mort à Lyon le 23 mars 1962 et fut inhumé dans le caveau familial du cimetière de Montmartre.

### Scoutisme
Au sein des Scouts de France, il fut aumônier du groupe Saint-Louis, fonction qu'il exercera pendant 30 ans.
Totémisé Frère Gris, il fut le prototype de l'aumônier de louveteaux et de scouts.

## Œuvres
- La morale de saint Augustin, Paris, Marcel Rivière, 1925, 252 p.[2]
- La doctrine politique de saint Thomas d'Aquin, Paris, Marcel Rivière, 1928, XI-168 p.[3],[4]
- La morale chrétienne, de saint Augustin. Récompensé par l'Académie française : prix Jules-Janin, 1938[1].